# Grolet
Le Grolet, ou ruisseau de Grolet, est un ruisseau français du département de la Dordogne, en région Nouvelle-Aquitaine, affluent de rive droite de l'Isle et sous-affluent de la Dordogne.

## Étymologie
Pour l'IGN (carte de randonnée 1735 E) comme pour le Sandre, ce ruisseau se nomme le Grolet ; sur le répertoire numérique des archives départementales de la Dordogne listant les moulins, c’est le ruisseau de Grolet : « Saint-Laurent-des-Hommes : Moulin du Bost sur le ruisseau de Grolet ».
Au XIXe siècle, le cours d'eau porte le nom de Graule.
Son origine est incertaine, pouvant dériver de l'occitan graulha signifiant grenouille ou d'un mot prélatin °grava correspondant au gravier.

## Géographie

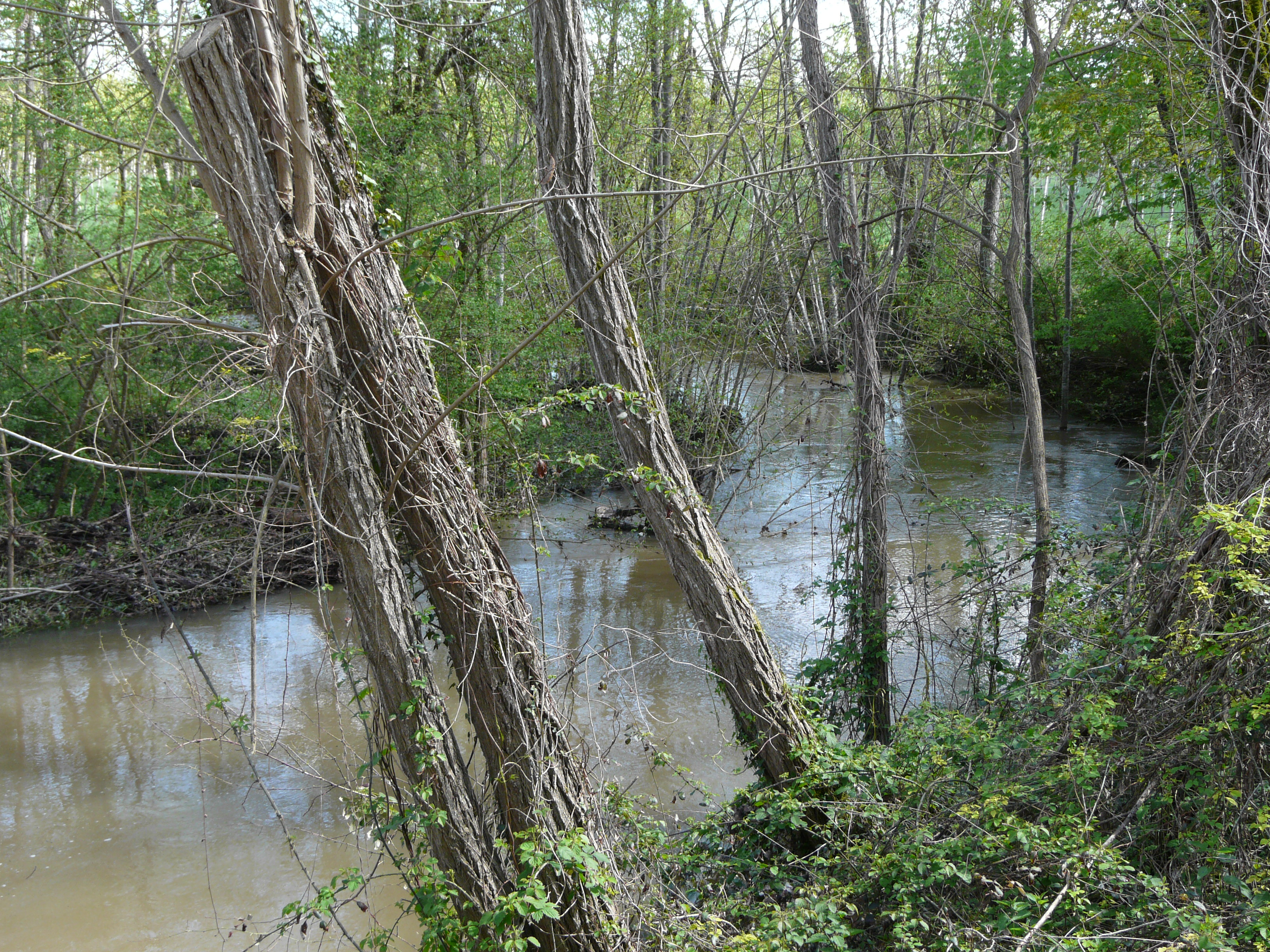
Le Grolet en crue entre Saint-Laurent des-Hommes et Saint-Martin-l'Astier.

Le Grolet prend sa source à 112 mètres d'altitude dans la forêt de la Double dans le sud de la commune de Saint-André-de-Double, au lieu-dit Mautra.
Il reçoit en rive droite le Gravard puis en rive gauche le ruisseau de la Boulbène et la Mouline. Aussitôt après, il est franchi par la route départementale (RD) 38. Il passe sous le GR 646, au moulin du Bost. Au sortir de la forêt de la Double, il arrive sur la plaine alluviale, passe sous la RD 3 et rejoint l'Isle en rive droite, en limite des communes de Saint-Laurent-des-Hommes et Saint-Martin-l'Astier, à 40 mètres d'altitude, à côté du lieu-dit les Chaumes, juste en amont de la micro-centrale hydroélectrique de Chandeau-du-Maine.
De direction générale nord-sud, le Grolet s'écoule en forêt de la Double, hormis sur le dernier kilomètre en aval. En dehors des trois premiers kilomètres de son cours, il sert de limite naturelle entre plusieurs communes :
- à l’ouest, Saint-Michel-de-Double et Saint-Laurent-des-Hommes, séparées de
- Saint-Étienne-de-Puycorbier et Saint-Martin-l'Astier, à l’est.

Selon le Sandre, le Grolet a une longueur de 14,3 kilomètres.

### Communes, arrondissement et département traversés
À l'intérieur du département de la Dordogne, le Grolet arrose cinq communes, soit d'amont vers l'aval : Saint-André-de-Double (source), Saint-Michel-de-Double, Saint-Étienne-de-Puycorbier, Saint-Martin-l'Astier (confluence) et Saint-Laurent-des-Hommes (confluence), toutes situées dans l'arrondissement de Périgueux.

### Bassin versant
Le bassin versant du Grolet s'étend sur 47 km2. 
Il est constitué à 65,51 % de « forêts et milieux semi-naturels » et à 34,72 % de « territoires agricoles ».
Outre les cinq communes arrosées par le Grolet, le bassin versant en concerne une autre, Beauronne, arrosée par le ruisseau de la Boulbène.

### Affluents
Parmi les dix affluents répertoriés par le Sandre, seuls trois dépassent les deux kilomètres de longueur, soit d'amont vers l'aval :
- le Gravard ou ruisseau de Gravard (rd[note 1]), long de 2,5 km[6], qui sert de limite entre les communes de Saint-André-de-Double et Saint-Michel-de-Double ;
- le ruisseau de la Boulbène (rg), avec 6,3 km[5], qui sert de limite entre les communes de Beauronne à l'est et Saint-André-de-Double et Saint-Étienne-de-Puycorbier à l'ouest ;
- la Mouline (rg), avec 2,8 km[7].

Seul le ruisseau de la Boulbène a plusieurs affluents, mais aucun sous-affluent. De ce fait, le nombre de Strahler du Grolet est de trois.

## Hydrologie

### Risque inondation
Deux plans de prévention du risque inondation (PPRI) ont été approuvés pour la vallée de l'Isle, dans le Montponnais en 2007 et dans le Mussidanais en 2009, incluant la partie aval du Grolet, sur ses 1 200 derniers mètres, en limite des communes de Saint-Laurent-des-Hommes, et Saint-Martin-l'Astier,.

## Environnement
Hormis le tronçon terminal d'un kilomètre en aval du lieu-dit Gamanson, la majeure partie des vallées et étangs du bassin versant du Grolet est doublement protégée : par la zone naturelle d'intérêt écologique, faunistique et floristique (ZNIEFF) de type II des « vallées et étangs de la Double »,, et par le réseau Natura 2000 pour les « vallées de la Double »,. Comme les autres vallées en forêt de la Double, il s'agit d'un site important pour la conservation d'espèces animales européennes menacées : la loutre d'Europe (Lutra lutra), le vison d'Europe (Mustela lutreola), le chabot fluviatile (Cottus perifretum), la lamproie de Planer (Lampetra planeri), la cistude d'Europe (Emys orbicularis), l'écrevisse à pattes blanches (Austropotamobius pallipes), le cuivré des marais (Lycaena dispar), le damier de la succise (Euphydryas aurinia), le fadet des laîches (Coenonympha oedippus) et le gomphe de Graslin (Gomphus graslinii).
Les cinq cents derniers mètres au niveau de la zone de confluence avec l'Isle font partie d'une autre zone Natura 2000 de la « vallée de l'Isle de Périgueux à sa confluence avec la Dordogne »,. Parmi les nombreuses espèces qui peuvent y être présentes, plusieurs font partie de l'annexe II de la directive habitats :
- neuf poissons :  l'alose feinte (Alosa fallax), la bouvière (Rhodeus amarus), le chabot fluviatile (Cottus perifretum), la grande alose (Alosa alosa), la lamproie de Planer (Lampetra planeri), la lamproie de rivière (Lampetra fluviatilis), la lamproie marine (Petromyzon marinus), le saumon atlantique (Salmo salar) et le toxostome (Parachondrostoma toxostoma),
- huit insectes : l'agrion de Mercure (Coenagrion mercuriale), la cordulie à corps fin (Oxygastra curtisii), la cordulie splendide (Macromia splendens), le cuivré des marais (Lycaena dispar), le damier de la succise (Euphydryas aurinia), le gomphe de Graslin (Gomphus graslinii), le grand capricorne Cerambyx cerdo et le lucane cerf-volant (Lucanus cervus),
- deux mammifères : la loutre d'Europe (Lutra lutra) et le vison d'Europe (Mustela lutreola),
- une tortue, la cistude d'Europe (Emys orbicularis),
- l'écrevisse à pattes blanches (Austropotamobius pallipes),
- ainsi qu'une plante, l'angélique des estuaires (Angelica heterocarpa).

## Galerie de photos

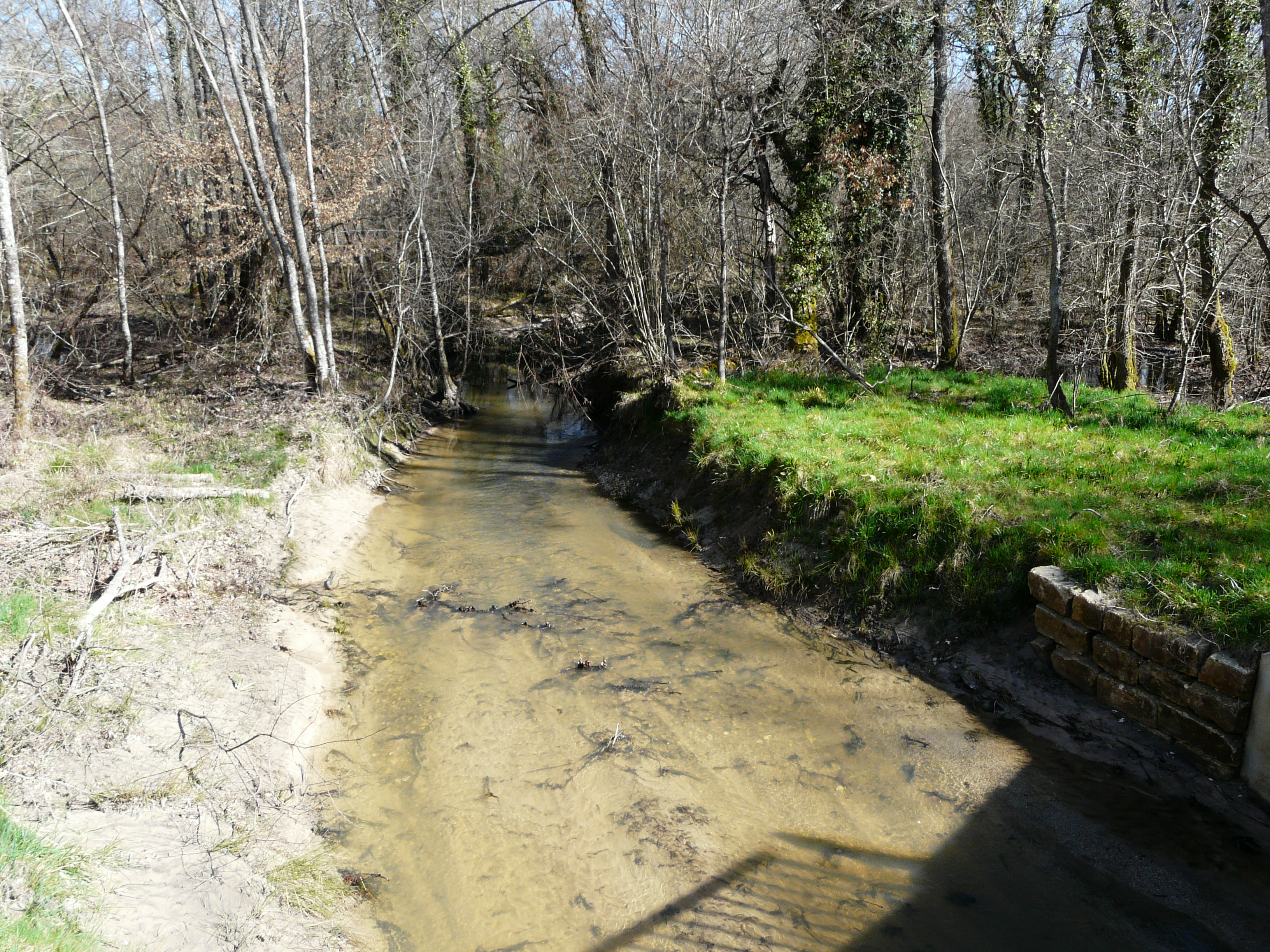
En amont de la RD 38, en limites de Saint-Étienne-de-Puycorbier et Saint-Michel-de-Double.
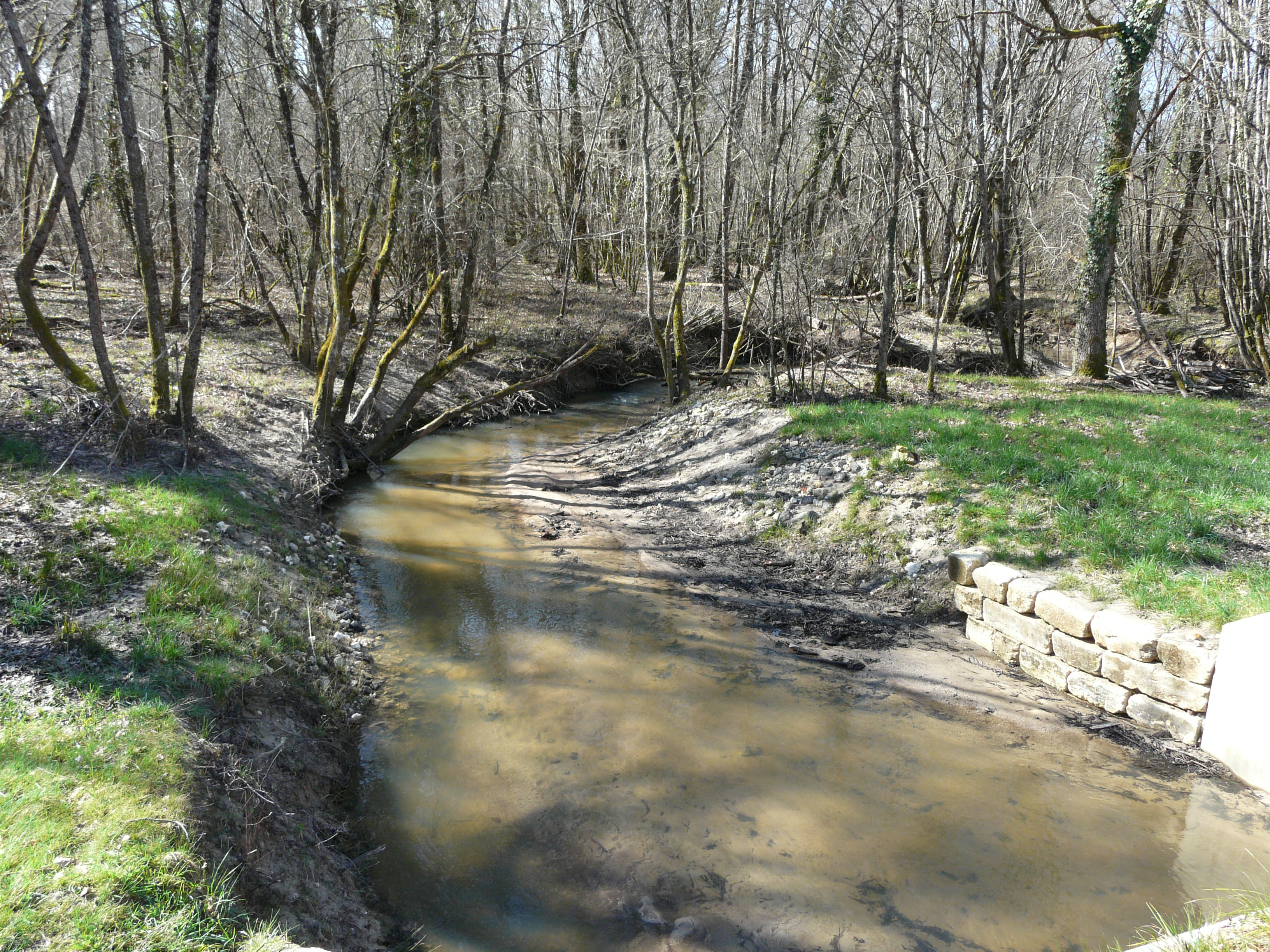
En aval de la RD 38, en limites de Saint-Étienne-de-Puycorbier et Saint-Michel-de-Double.